# Örjan Berner

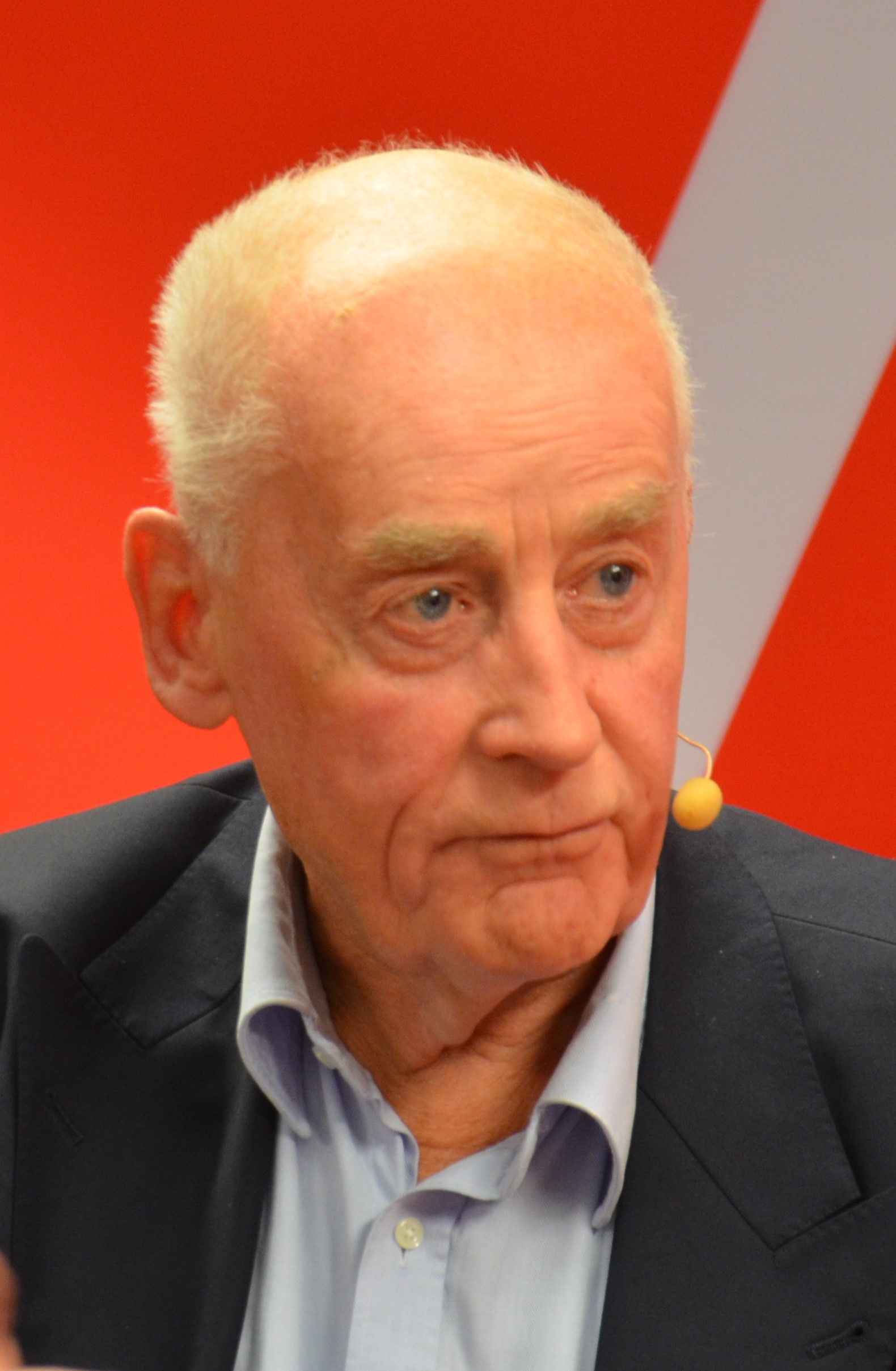
Örjan Berner (26. September 2014)

Carl Otto Örjan Berner (* 15. November 1937 in Lund, Skåne län) ist ein schwedischer Schriftsteller und Diplomat, der unter anderem zwischen 1984 und 1987 Botschafter in der Volksrepublik Polen, von 1987 bis 1989 Botschafter in Indien, Sri Lanka, Nepal und Bhutan sowie zwischen 1989 und 1994 Botschafter in der Sowjetunion beziehungsweise nach dem Zusammenbruch des Kommunismus in Russland war. Zugleich war er zwischen 1992 und 1994 als Botschafter in Belarus sowie in Georgien akkreditiert. Er fungierte zudem von 1994 bis 1996 als Botschafter in Deutschland sowie zwischen 1996 und 2001 als Botschafter in Frankreich. 2012 war er noch für einige Zeit kommissarischer Botschafter in Finnland.

## Leben
Carl Otto Örjan Berner, Sohn des Agraringenieurs Carl Berner und Karin Sylwan, begann nach dem Abitur (Studentexamen) ein Studium der Rechtswissenschaften an der Universität Lund, welches er 1960 als Juris kandidat beendete. Im Anschluss trat er 1960 in den diplomatischen Dienst des Außenministeriums (Utenriksdepartementet) und fand nach einem Einsatz im Ministerium zwischen 1961 und 1964 Verwendung an der Ständigen Vertretung und Delegation bei den Vereinten Nationen in New York City. Nachdem er von 1964 bis 1966 erneut im Außenministerium tätig gewesen war, fungierte er zwischen 1966 und 1967 als stellvertretender Direktor des Stockholmer Friedensforschungsinstitut SIPRI (Stockholm International Peace Research Institute) und war daraufhin von 1967 bis 1968 abermals im Außenministerium tätig. Nach Verwendungen von 1968 bis 1971 an der Botschaft in der Volksrepublik China sowie zwischen 1971 und 1974 an der Botschaft in der Sowjetunion, war er zwischen 1974 und 1977 abermals im Außenministerium tätig. Anschließend war er von 1978 bis 1983 Gesandter an der Botschaft in Frankreich sowie zwischen 1983 und 1984 für eine Tätigkeit an der Harvard University freigestellt.
1984 übernahm Berner von Knut Thyberg den Posten als Botschafter in der Volksrepublik Polen mit Amtssitz in Warschau und bekleidete dieses Amt bis zu seiner Ablösung durch Jean-Christophe Öberg 1987. Er selbst wurde 1987 Nachfolger von Axel Edelstam als Botschafter in Indien mit Amtssitz Neu-Delhi und war bis zu seiner Ablösung durch Pär Kettis zugleich in Sri Lanka, Nepal und Bhutan akkreditiert. 1989 übernahm er von Anders Thunborg den Posten als Botschafter in der Sowjetunion mit Amtssitz in Moskau. Nach dem Zusammenbruch des Kommunismus und dem Zerfall der Sowjetunion blieb er bis 1994 Botschafter in Russland, woraufhin Sven Hirdman seine dortige Nachfolge antrat. Zeitgleich war er zwischen 1992 und 1994 auch als Botschafter in Belarus und Georgien akkreditiert.
Als Nachfolger von Torsten Örn wurde Örjan Berner 1994 Botschafter in Deutschland mit Amtssitz in Bonn und hatte dieses Amt bis 1996 inne, woraufhin Mats Hellström ihn ablöste. 1996 übernahm er von Stig Brattström die Funktion als Botschafter in Frankreich mit Amtssitz in Paris und hatte diese bis 2001 inne, woraufhin Frank Belfrage seine dortige Nachfolge antrat.
Nach seinem Ausscheiden aus dem diplomatischen Dienst war Berner als Wirtschaftsmanager für verschiedene Unternehmen wie Vostok Oil Ltd, East Capital und Central Asia Gold tätig und fungierte zwischen 2005 und 2008 als Generalsekretär von Svenskar i Världen (SVIV), eine 1938 gegründete gemeinnützige und politisch unabhängige Organisation, die durch Interessenvertretung, Information, Beratung und Unterstützung Schweden das Studium, die Arbeit oder aus anderen Gründen das Leben im Ausland, aber auch den Umzug in die Heimat erleichtern soll. Nach der Abberufung von Johan Molander war er bis zur Ernennung von Anders Lidén 2012 für einige Zeit kommissarischer Botschafter in Finnland.
Örjan Berner war zwei Mal verheiratet, und zwar in erster Ehe bis zu deren Tod mit der Botschaftssekretärin Kristin Svensson (1948–1979), sowie in zweiter Ehe mit Benedicte Eyde (* 1955), Tochter von Sigurd Mörner-Eyde und Kate Schröder.

## Veröffentlichungen
- Kristin Svensson, 1981
- Sovjet & Norden. Samarbete, säkerhet och konflikter under femtio år, („Sowjetische und nordische Länder. Kooperation, Sicherheit und Konflikt in fünfzig Jahren“), 1985
- Härskarna i Kreml. Från Gorbatjov till Putin, („Die Herrscher des Kremls. Von Gorbatschow bis Putin“), 2014 (Onlineversion (Auszug))
- I revolutionens Peking. Intriger, drömmar, stormaktspel, („Im Peking der Revolution. Intrigen, Träume, große Machtspiele“), 2018
- Krig eller fred, („Krieg oder Frieden“), 2020

in englischer Sprache
- Soviet Policies Toward the Nordic Countries, 1986